# جونكو أوزاوا
جونكو أوزاوا (小澤 純子) (7 ديسمبر 1973 في كاماكورا في اليابان – )؛ هي لاعبة كرة قدم كانت تلعب كحارس مرمى. ولعبت مع منتخب اليابان لكرة القدم للسيدات.

## وصلات خارجية
- جونكو أوزاوا على موقع الاتحاد الدولي (مؤرشف)  (الإنجليزية)
- جونكو أوزاوا على موقع قاعدة بيانات كرة القدم.إي يو (الإنجليزية)
- جونكو أوزاوا على موقع Soccerway.com (الإنجليزية)
- جونكو أوزاوا على موقع عالم كرة القدم.نت (الإنجليزية)
- جونكو أوزاوا على موقع اللجنة الأولمبية الدولية (الإنجليزية)
- جونكو أوزاوا على موقع أوليمبيديا (الإنجليزية)